# Dirch
Pour plus de détails, voir Fiche technique et Distribution.
Dirch est un film danois réalisé par Martin Zandvliet, sorti en 2011.

## Synopsis
La vie de l'acteur danois Dirch  Passer (1926-1980).

## Fiche technique
- Titre : Dirch
- Réalisation : Martin Zandvliet
- Scénario : Anders Frithiof August et Martin Zandvliet
- Musique : Sune Martin
- Photographie : Jesper Tøffner
- Montage : Per Sandholt
- Production : Michael Ricks et Mikael Chr. Rieks
- Société de production : Danmarks Radio, Koncern TV- og Filmproduktion et Nordisk Film
- Pays :  Danemark
- Genre : Biopic et drame
- Durée : 116 minutes
- Dates de sortie : 
  -  Danemark : 25 août 2011

## Distribution
- Nikolaj Lie Kaas : Dirch Passer
- Lars Ranthe : Kjeld Petersen (da)
- Lars Brygmann : Stig Lommer
- Malou Reymann : Bente Askjær
- Morten Kirkskov : Ove Sprogøe
- Frederikke Cecilie Berthelsen : Inge
- Silja Eriksen Jensen : Judy Gringer
- Laura Christensen : Hanne
- Sarah Grünewald : Vicky
- Martin Buch : Preben Kaas
- Laura Bro : Sitter Horne-Rasmussen
- Charlotte Amalie Kirkegaard Kehlet : Dorte Passer (da), à 19 et 25 ans

## Distinctions
Le film a été nommé pour trois Bodil et a remporté celui du Meilleur acteur Nikolaj Lie Kaas et du Meilleur second rôle masculin pour Lars Ranthe. Il a par ailleurs remporté le Bodil du public pour un blockbuster et le prix Henning Bahs.